# Чарльз Куен Као
Чарльз Куен Као (кит.: 高 锟, англ. Charles K. Kao; 4 листопада 1933, Шанхай — 23 вересня 2018, Гонконг) – китайський, британський і американський інженер-фізик, автор ключових досліджень у галузі розробки та практичного застосування волоконно-оптичних технологій, які суттєво вплинули на розвиток індустрії телекомунікацій. У 2009 році йому присудили половину Нобелівської премії з фізики за «новаторські досягнення в галузі передачі світла по волокнах для оптичного зв'язку». Інша половина премії дісталася Вілларду Бойлу і Джорджу Сміту, які винайшли ПЗЗ-матриці.
Као був членом Лондонського королівського товариства, Королівської інженерної академії, Китайської академії наук, Європейської академії наук і мистецтв, тайванської Academia Sinica та інших наукових спільнот.

## Біографія
Као народився в сім'ї доктора юридичних наук Гао Цзюньсяна 高 君 湘. Його дід Гао Чуйвань 高 吹 万 був відомим поетом і революційним діячем. З дитинства Чарльз і його молодший брат У (нині — професор гідродинаміки) вивчали китайську класику.
У міжнародній школі Шанхаю Чарльз вивчив англійську та французьку мови. В 1948 році його сім'я переїхала спочатку на Тайвань, далі — в Гонконг, де Као вступив до коледжу. Подальшу освіту він отримав у Англії: бакалаврат за фахом інженера-електротехніка в Вулвічському політесі (нинішній Гринвіцький університет) і доктора філософії в Імперському коледжі Лондона, який закінчив у 1965 році.
Одночасно з працею над здобуттям ступеня доктора філософії Као працював інженером у дослідному центрі компанії Standard Telephones and Cables (STC) у місті Гарлов, де і зробив своє революційне відкриття. В 1970 році його запросили до Гонконгського університету для формування факультету електротехніки. Через чотири роки він переїхав до США для роботи в ITT Corporation, яка була головною корпорацією для STC. Спочатку його призначили на посаду провідного наукового співробітника, а потім — директора з інженерних робіт у Вірджинській філії. В 1982 році Као став головним науковим співробітником всієї корпорації і працює в Центрі перспективних технологій в Коннектикуті.
Незабаром він знову повертається до Китаю, де з 1987 по 1996 роки керує роботою Китайського університету Гонконга. Крім того, він працює генеральним директором компанії Transtech, засновує Академію розвитку незалежної освіти (Independent School Foundation Academy). У цей час Као живе в Гонконгу і очолює компанію ITX Services. Він часто буває в США, де живуть його рідні. Као одружився в 1959 році з британською китаянкою Хуан, з якою познайомився в Лондоні під час навчання. У них двоє дітей — син і дочка. Обоє живуть і працюють у Кремнієвій долині в Каліфорнії.
На початку 2009 року у Као виявили слабкі ознаки хвороби Альцгеймера, якою раніше страждав його батько. Разом із дружиною він вирішив пожертвувати частину премії (всього Као отримав близько 700 тис. доларів) на дослідження в цій області і медичну допомогу хворим
.
Као любив читати художню літературу традиційного китайського жанру уся, інше хобі вченого — робити вази та інші вироби з глини.

## Наукова робота

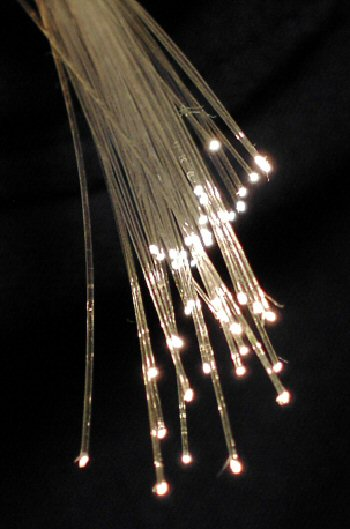
Пучок оптичних волокон з кварцового скла. Зараз подібного роду кабелі застосовуються повсюдно. Саме Као першим припустив, що кварцове скло є ідеальним матеріалом для далекого переносу інформації.

Као починає працювати в області волоконних технологій в 1960 році, коли він влаштовується інженером в лондонську лабораторію ITT Corporation.

Тут спільно з Джорджем Хокхемом

він здійснює новаторське відкриття, з якого випливає, що високі втрати в передачі даних по волокну викликані не самою технологією, а домішками в склі. Результати своїх досліджень він представляє в 1966 році, в червні виходить його звіт з викладенням ключових особливостей волоконно-оптичних телекомунікаційних технологій. Викладені у цьому документі ідеї щодо використання волокна для потреб зв'язку є основою телекомунікацій сьогоднішнього дня.
Головним теоретичним висновком його робіт стає визначення порогового значення величини загасання сигналу. Щоб інформація переносилася всередині волоконно-оптичних каналів без істотних втрат, величина загасання не повинна перевищувати 20 дБ/км. Проте, в 1960-ті роки волокно мало загасання в 1000 дБ/км і більше. Дана обставина спонукала дослідників до пошуку матеріалів, які найбільше відповідали би встановленим критеріям.

Спеціально для цих цілей Као зібрав колектив із чотирьох осіб: Т. Девіса, М. Джоунса, З. Райта і його самого. Тестуючи різні матеріали, група приходить до висновку, що ідеальним кандидатом для оптичного зв'язку є кварц (SiO 2), в якому спостерігався найменший рівень загасання сигналу.
Као першим запропонував використовувати волоконно-оптичні кабелі для передачі інформації на великі відстані (до цього їх дальність обмежувалася кількома метрами). По початку в цю ідею мало хто вірив, але особиста роль вченого в процесі інженерної і комерційної реалізації проекту в корені змінила індустрію телекомунікацій.

## Нагороди та премії
- Премія Морі, США[10] (1976)
- Премія Ранка в області оптичної електроніки, Велика Британія[11](1978)
- Нагорода IEEE пам'яті Морріса Н. Лібмана (1978) 
 IEEE Morris N. Liebmann Memorial Award
- Міжнародна премія Л. М. Ерікссона, Швеція (1979)
- Золота медаль  en: AFCEA, США (1980)
- Заснована IEEE медаль Олександра Грема Белла (1985) 
 IEEE Alexander Graham Bell Medal
- Нагорода Товариства Марконі, США (1985)
- Медаль Фарадея, Велика Британія (1989) 
 Faraday Medal
- Премія Джеймса Макгруді за дослідження в області нових матеріалів, США[12](1989)
- Орден Британської імперії класу CBE (1993)
- Золота медаль, Велика Британія[13] (1995)
- Медаль принца Філіпа, Велика Британія (1996) 
 Prince Philip Medal
- Премія Японії «за піонерські дослідження в області широкосмугових волоконно-оптичних каналів зв'язку»[14] (1996)
- Премія Дрейпера (1999)
- Золота медаль Гонконгського інженерного інституту (2006)
- Нобелівська премія з фізики (2009)

Чарльз Куен Као є почесним професором і доктором наук багатьох університетів світу, серед яких Університет Глазго, Пекінський університет, Університет Цінхуа, Падуанський університет, Єльський університет, Принстонський університет та інші.
У 1996 році на честь вченого названо астероїд Каокуен, відкритий в 1981 році.